# Mimosa moniliformis
Mimosa moniliformis là một loài thực vật có hoa trong họ Đậu. Loài này được (Britton & Rose) R. Grether & Barneby miêu tả khoa học đầu tiên năm 1991.